# Жолобов, Вячеслав Иванович
Вячеслав Ива́нович Жо́лобов (род. 3 июня 1947, Москва) — советский и российский актёр театра и кино. Народный артист Российской Федерации (2004).

## Биография
Вячеслав Жолобов родился 3 июня 1947 года. Младший брат — актёр Сергей Жолобов.
Окончил Школу-студию МХАТ в 1970 году (курс Александра Карева) и был принят в труппу МХАТ им. М. Горького. Актёр МХТ им. А. П. Чехова, преподаёт во ВГИКе. Наиболее известен по ролям председателя КГБ Юрия Андропова, благодаря внешнему сходству.

## Личная жизнь
Вячеслав Жолобов был женат на актрисе, заслуженной артистке РСФСР Ирине Акуловой. В 1972 году у них родился сын Дмитрий, но вскоре брак закончился разводом.

## Театральные работы
- Амадей
- Белая гвардия
- Красивая жизнь
- Нули
- Татуированная роза
- Утиная охота
- Учитель словесности

## Фильмография
- 1971 — Что делать? — Рахметов
- 1973 — Он пришёл — Эрик
- 1974 — Гончарный круг — Валентин
- 1975 — Дрессировщики
- 1975 — Родины солдат — узник концлагеря
- 1976 — Такая она, игра — Вячеслав Миленков
- 1976 — В одном микрорайоне — Эдик
- 1978 — Алтунин принимает решение — Букреев
- 1979 — Киевские встречи (В последние дни лета) — Иван Николаевич
- 1979 — Под созвездием Близнецов — Дятлов
- 1980 — Этот фантастический мир. Выпуск 4 — репортёр
- 1981 — Мужчины без женщин — Игорь
- 1982 — Гонки по вертикали — Игорь Иванов
- 1982 — Этот фантастический мир. Выпуск 6 — Норкросс
- 1987 — Этот фантастический мир. Выпуск 12 — судья
- 1989 — Тартюф — господин Лояль
- 1998 — Чехов и Ко — Иван Ежов
- 2002 — Неудача Пуаро — Роджер Экройд
- 2002 — Азазель — Белозёров
- 2003—2010 — Москва. Центральный округ — генерал Файзиев
- 2003 — Стилет — Борисыч
- 2004 — Время жестоких — Вдовин Леонид Иванович,Генерал-майор КГБ в отставке
- 2004 — Красная площадь — Юрий Владимирович Андропов
- 2004—2005 — Грехи отцов — Владимир Николаевич Коковцов
- 2004 — Дети Арбата — Судоплатов
- 2004 — Стервы, или Странности любви — Рустам
- 2005 — Чёрная богиня — Марат
- 2005 — Белая гвардия — Фон Шратт
- 2005 — Сыщики-4 — Зимин
- 2006 — Телохранитель — Колтунов
- 2006 — Утиная охота — Кушак
- 2007 — Шпионские игры — Ефремов
- 2008 — Две сестры — Михалыч
- 2008 — Генеральская внучка — Леонид Говоров
- 2008 — Блаженная — Прохоров
- 2008 — Новая жизнь сыщика Гурова — Александр Севастьянович Косаков, губернатор
- 2009 — Однажды будет любовь — Илья Георгиевич Сорока, адвокат
- 2009 — Братаны — Бен Хаим
- 2009 — Неуд по любви — экзаменатор
- 2010 — Дом образцового содержания — Юрий Владимирович Андропов
- 2010 — Туман рассеивается — Юрий Владимирович Андропов
- 2010 — Голоса — Сергей Николаевич Дугин
- 2011 — Вкус граната — Полунин
- 2011 — Дело гастронома № 1 — Юрий Владимирович Андропов
- 2011 — Казнокрады — Юрий Владимирович Андропов
- 2013 — Уходящая натура — Юрий Владиславович Бондолесский
- 2014 — Практика  — Константин Сергеевич Ланской
- 2014 — Алхимик. Эликсир Фауста — Юрий Владимирович Андропов
- 2015 — Джуна — Юрий Владимирович Андропов
- 2015 — Паук — Юрий Владимирович Андропов
- 2017 — NO-ONE — Олег Сергеевич, генерал КГБ
- 2018 — Практика (2 сезон) — Константин Сергеевич Ланской
- 2018 — Операция «Сатана» — Юрий Владимирович Андропов
- 2020 — Катран — Юрий Владимирович Андропов

## Награды
- 1991 год — Заслуженный артист РСФСР
- 2004 год — Народный артист Российской Федерации